# سنو وايت والملكة الشريرة
سنو وايت والملكة الشريرة هو فيلم خيالي أمريكي قادم من تأليف جيريمي بورينغ وإنتاج شركة الإعلام ذا ديلي واير. الفيلم من بطولة الممثلة والمعلقة في ذا ديلي واير بريت كوبر في دور سنو وايت، ومن المقرر إطلاقه عبر بينتكي، وهو تطبيق البث المباشر للأطفال التابع لـ ذا ديلي واير.

## طاقم
- بريت كوبر في دور سنو وايت[2]

## إنتاج
في 16 أكتوبر 2023، بالتزامن مع الذكرى المئوية لتأسيس ديزني، أعلن الرئيس التنفيذي لشركة ذا ديلي واير جيريمي بورينغ عن إطلاق خدمة محتوى للأطفال تُعرف باسم بينتكي، والتي ستكون متاحة في ذلك اليوم. في الإعلان، اتهم بورينغ شركة ديزني بدفع "كل التجاوزات الأسوأ للووك اليساري.
بالتزامن مع إصدار بينتكي، أعلن بورينغ عن إنتاج نسخة حية من القصة الأصلية لبياض الثلج، بعنوان سنو وايت والملكة الشريرة. جاء الإعلان بعد ما وصفته هوليوود ريبورتر برد فعل من اليمين ضد إعادة تصوير ديزني القادمة لفيلم سنو وايت. صرح بورينغ أن الفيلم سوف يدور حول "أميرة وأمير، عن الجمال والغرور، عن الحب وقوته في رفعنا من الموت إلى الحياة". وسوف يكون أول إنتاج طويل للعلامة التجارية بينتكي.

## الأصدار
من المتوقع أن يتم إصدار الفيلم في عام 2025.

## روابط خارجية
- سنو وايت والملكة الشريرة على IMDb